# Diores auricula
Diores auricula es una especie de araña del género Diores, familia Zodariidae. Fue descrita científicamente por Tucker en 1920.
Habita en Zimbabue y Sudáfrica.